# 대구 동구의회
대구 동구의회는 대구광역시 동구 지역을 관할하는 기초의회이다.